# Landesförderinstitut
Los landesförderinstitut  (también llamados Förderbanken) o institutos de financiamiento estatal son bancos especiales de Alemania que transfieren fondos públicos a través de programas de préstamos especiales.

## La misión de promoción
Tienen la misión pública de asistir al Estado federal respectivo y sus autoridades locales en el cumplimiento de sus deberes públicos, en particular en las áreas de política estructural, económica, social y de vivienda. Al hacerlo, se guían por el principio de sostenibilidad. En particular, trabajan en las siguientes áreas:
Asegurar y mejorar la estructura de la economía de tamaño mediano, en particular a través del financiamiento para la creación de empresas,
promoción estatal de la vivienda social,
Provisión de capital de riesgo,
Desarrollo estructural de ciudades y pueblos.
infraestructura,
Medidas en agricultura, silvicultura y zonas rurales,
medidas de protección ambiental,
Tecnología e Innovación
Medidas de carácter puramente social.
Medidas de carácter cultural y científico.

## Organización de los institutos de financiación.
A nivel federal, el Kreditanstalt für Wiederaufbau (KfW) y el Landwirtschaftliche Rentenbank actúan como bancos promocionales nacionales. A nivel estatal, existen los siguientes bancos de desarrollo:
| Baden-Württemberg:      | Landeskreditbank Baden-Württemberg – Förderbank (L-Bank) |
| Bayern:                 | LfA Förderbank Bayern                                    |
| Berlin:                 | Investitionsbank Berlin (IBB)                            |
| Brandenburg:            | Investitionsbank des Landes Brandenburg (ILB)            |
| Bremen:                 | Bremer Aufbau-Bank                                       |
| Hamburg:                | Hamburgische Investitions- und Förderbank                |
| Hessen:                 | Wirtschafts- und Infrastrukturbank Hessen (WIBank)       |
| Mecklenburg-Vorpommern: | Landesförderinstitut Mecklenburg-Vorpommern              |
| Niedersachsen:          | Investitions- und Förderbank Niedersachsen (NBank)       |
| Nordrhein-Westfalen:    | NRW.Bank                                                 |
| Rheinland-Pfalz:        | Investitions- und Strukturbank Rheinland-Pfalz (ISB)     |
| Saarland:               | Saarländische Investitionskreditbank AG                  |
| Sachsen:                | Sächsische Aufbaubank                                    |
| Sachsen-Anhalt:         | Investitionsbank Sachsen-Anhalt                          |
| Schleswig-Holstein:     | Investitionsbank Schleswig-Holstein                      |
| Thüringen:              | Thüringer Aufbaubank                                     |